# Stéphane Joulin
Pour les articles homonymes, voir Joulin.
Stéphane Joulin, né le 6 janvier 1971 à Trèves en Allemagne, est un ancien handballeur international français évoluant au poste d'ailier droit.

## Biographie
Fils de militaire, la famille de Stéphane Joulin déménage au gré de ses mutations et c'est ainsi à Trèves en Allemagne qu'il naît,. Après un retour en France, la famille Joulin passe ensuite six années à Reutlingen en Allemagne de l'Ouest,. Son père étant gardien de but de handball à un bon niveau (Nationale 2), c'est naturellement que Stéphane Joulin se mette également au handball, évoluant notamment au CS Bourges entre 1985 et 1987.
Alors qu'il évolue avec en Nationale 1B Espoirs (D2) avec le Dreux AC, les subventions du club sont coupées notamment à cause du Front national,. Joulin rejoint en 1988 l’US Ivry dans la même catégorie et y signe son premier contrat à vingt ans,. Mais on ne faisait pas encore facilement confiance aux jeunes et l'arrivée en 1992 d'un nouvel entraîneur, le russe Valeri Sidorenko, conduit Ivry à prêter Joulin au Montreuil Handball en troisième division. Néanmoins, Valeri Sidorenko proposait également des créneaux d’entraînement singuliers pour satisfaire aux obligations scolaires et universitaires des jeunes joueurs : quatre matins par semaine à 6h45 avant d'aller en cours, Joulin développe sa rigueur et son goût de l'effort,.
Après deux saisons concluantes et enrichissantes avec Montreuil, il signe un nouveau contrat en 1994 avec Ivry où il débute en D1, partageant son poste avec Pascal Léandri et remportant la Coupe de France en 1996 et le Championnat de France D1 en 1997. 
Ses performances lui ouvrent alors les portes de l'équipe de France. Il joue son premier match sous le maillot de l'équipe nationale en novembre 1995 face à la Belgique. Il participe ainsi aux Jeux olympiques 1996, terminés à la 4e place, puis au Championnat du monde 1997, conclu avec une médaille de bronze inespérée, l’effectif des Bleus ayant été fortement remanié avec la fin des Barjots.
Après le titre de 1997, Ivry est éliminé par les Israéliens de Rishon LeZion au tour préliminaire de la Ligue des champions : les gros efforts financiers consentis pour obtenir ces résultats mettent le club ivryen dans le rouge sur le plan financier et quelques joueurs dont Joulin doivent partir en cours de saison.
En novembre 1997, il rejoint alors le championnat Allemand et le ThSV Eisenach pour un contrat de 6 mois,. Il rejoint la saison suivante le TV Niederwürzbach, un club qui joue le haut du tableau avec ses stars comme Lövgren, Lavrov, Schwarzer, Jovanović et trois autres Français (Houlet, Stéphane Cordinier et Schaaf). Mais les individualités et les égos prévalent, il y avait assez peu d’échanges pour créer une cohésion au sein de l'équipe et le club fait banqueroute à la suite du retrait d'un sponsor,. S'il est alors en contacts avancés avec Magdebourg,, il décide de retourner au ThSV Eisenach où il avait noué de solides amitiés,.
En 2000, il participe aux Jeux olympiques de Sydney, terminés à la 6e place et est en partance pour le SC Magdebourg qu'il doit rejoindre après le Championnat du monde en France en janvier 2001,. Mais il est victime d'une rupture du ligament latéral interne du genou en novembre 2000 : il ne fera pas partie ni du titre mondial remporté par les Bleus ni de la victoire du club allemand en Ligue des champions... Il reste alors au ThSV Eisenach jusqu’en 2003.
En 2003, en fin de contrat avec Eisenach, il entre en contact avec le club espagnol du BM Ciudad Real, club était en train de devenir avec de fortes ambitions européennes. Si le club ne lui fait signer qu'un contrat d'un an en attendant l'arrivée la saison suivante de Mirza Džomba, Joulin saute sur l'occasion de jouer aux côtés de Talant Dujshebaev, Alberto Entrerríos, Rolando Uríos, Didier Dinart ou encore Ólafur Stefánsson. Tous contribuent à la victoire en Coupe ASOBAL et surtout au premier titre de Champion d'Espagne du club.
Il retourne ensuite en France en 2004 au Saint-Raphaël Var Handball, club promu en promu en D1. Après deux premières années difficiles (une descente et un maintien en D2), Joulin met un terme à sa carrière sur un titre de Champion de France de D2,.
Pendant deux saisons, il coupe complètement avec le handball jusqu'à ce que Christian Gaudin, l'entraîneur de Saint-Raphaël Var Handball, lui propose de prendre en charge les moins de 18 ans du club,. Malgré des débuts difficile, il permet au club de remporte le Championnat de France de la catégorie en 2012 (Challenge Falcony) puis en 2014 (Championnat de France Élite),

## Palmarès

### Club
- Championnat de France D1 (1) : 1997
- Coupe de France (1) : 1996
- Championnat d'Espagne (1) : 2004[14]
- Coupe ASOBAL (1) : 2004
- Championnat de France de D2 : 2007

### Équipe de France
- 111 sélections[1] et 344 buts marqués en équipe de France
- Jeux olympiques
  - 4e place aux Jeux olympiques 1996 d'Atlanta,  États-Unis
  - 6e place aux Jeux olympiques 2000 de Sydney,  Australie
- Championnat du monde
  -  Médaille de bronze au Championnat du monde 1997,  Japon

### Entraîneur
- Championnat de France des moins de 18 ans 
  - Vainqueur du Challenge Falcony : 2011/2012
  - Vainqueur du Championnat de France Élite : 2013/2014